# جان جیکوب آستور (زاده ۱۸۸۶)
جان جیکوب آستور (انگلیسی: John Jacob Astor, 1st Baron Astor of Hever؛ ۲۰ مهٔ ۱۸۸۶ – ۱۹ ژوئیهٔ ۱۹۷۱) سیاست‌مدار و ورزشکار اهل انگلستان بود.
وی همچنین برندهٔ جوایزی همچون لژیون دونور (شوالیه) شده‌است.